# San Felipe, Yucatán
San Felipe là một đô thị thuộc bang Yucatán, México. Năm 2005, dân số của đô thị này là 1838 người.